# Brandkatastrophe im Childers Palace Backpackers Hostel

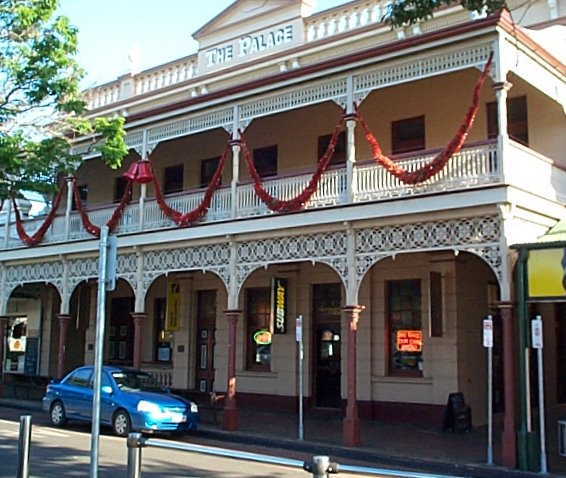
Das nach dem Brand wiederhergestellte Childers Palace

Bei der durch Brandstiftung entstandenen Brandkatastrophe im Childers Palace Backpackers Hostel im australischen Childers am 23. Juni 2000 starben 15 Menschen.

## Die Brandkatastrophe
Das denkmalgeschützte Palace Hotel, in dem sich die Brandkatastrophe ereignete, wurde 1992 als schützenswertes Gebäude im Queensland Heritage Register eingetragen. Es wurde seit den 1980er Jahren als Backpackers Hostel genutzt.
Der Brand entstand um 0:30 Uhr im Aufenthaltsraum im Erdgeschoss aus und breitete sich mit großer Geschwindigkeit in das Treppenhaus aus. Schwarzer Brandrauch und die Dunkelheit der Nacht sowie fehlende Rauchmelder erschwerten Gästen des Hostels, welche das Feuer bemerkten hatten, andere Gäste zu wecken sowie Rettungsversuche. Die um 0:38 Uhr eintreffende Feuerwehr musste anschließend noch vier Stunden gegen das Feuer kämpfen, ehe der Brand gelöscht war. 15 Personen starben bei dem Unglück, 10 wurden verletzt. Die Identifizierung der Opfer konnte aufgrund der verbrannten Reisepapiere nur per DNA-Abgleich sichergestellt werden.
Der Brandstifter Robert Paul Long, welcher einige Wochen vorher wegen Zahlungsrückständen des Hostels verwiesen wurde, ist einige Tage später in der Nähe im Buschland festgenommen worden. Im späteren Gerichtsverfahren wurde er zu lebenslanger Haft verurteilt.

## Gedenken
Der australische Countrysänger Darren Coggan, welcher sich zum Zeitpunkt des Unglücks durch seine Tour in der Umgebung aufhielt, komponierte zum Gedenken das Lied Spirit of the Free.
Das denkmalgeschützte Gebäude wurde wiedererrichtet und mit einer durch den australischen Künstler Sam Di Mauro gestalteten Gedenkwand für die Opfer des Unglücks versehen. Auf der rückwärtigen Seite des Gebäudes wurde wieder ein Backpackers Hostel eingerichtet.